# Flaumont-Waudrechies
Flaumont-Waudrechies é uma comuna francesa na região administrativa de Altos da França, no departamento do Norte. Estende-se por uma área de 5.7 km². Em 2010 a comuna tinha 376 habitantes (densidade: 66 hab./km²).